# شعر الأرنب
شعر الأرنب أو ذيل الأرنب أو ذنب الأرنب (الاسم العلمي lagurus ovatus)، جنس نبات من العالم القديم وينتمي إلى فصيلة النجيلية. موطنه الأصلي المناطق المحيطة بحوض البحر الأبيض المتوسط والمناطق المجاورة، من جزر الأزور وجزر الكناري وفي شبه جزيرة القرم والسعودية. ووطن في أستراليا ونيوزيلندا وبريطانيا. وبعض المناطق المتناثرة في الأمريكيتين. وهو وحيد النوع، ويسمى أيضًا بذيل الأرنب. ويزرع أيضًا كنبات زينة.